# British Library
De British Library is de nationale bibliotheek van het Verenigd Koninkrijk en behoort tot de grootste bibliotheken ter wereld. De bibliotheek herbergt ruim 150 miljoen documenten. Behalve boeken verzamelen, restaureren en toegankelijk maken voor het publiek, stelt de bibliotheek prenten, gravures en antieke geschriften tentoon. Dit doet ze in samenwerking met het nabijgelegen British Museum. Tot 1973 vormde de bibliotheek een onderdeel van dit museum.
De British Library heeft het recht van depot voor alle werken die verschijnen in het Verenigd Koninkrijk.

## Belangrijke objecten in de collectie
- Beowulf
- Magna Carta
- Codex Sinaiticus
- Lindisfarne-gospels
- Plantencatalogus van Johannes Snippendaal